# Fox (nom de code)
Pour les articles homonymes, voir Fox.

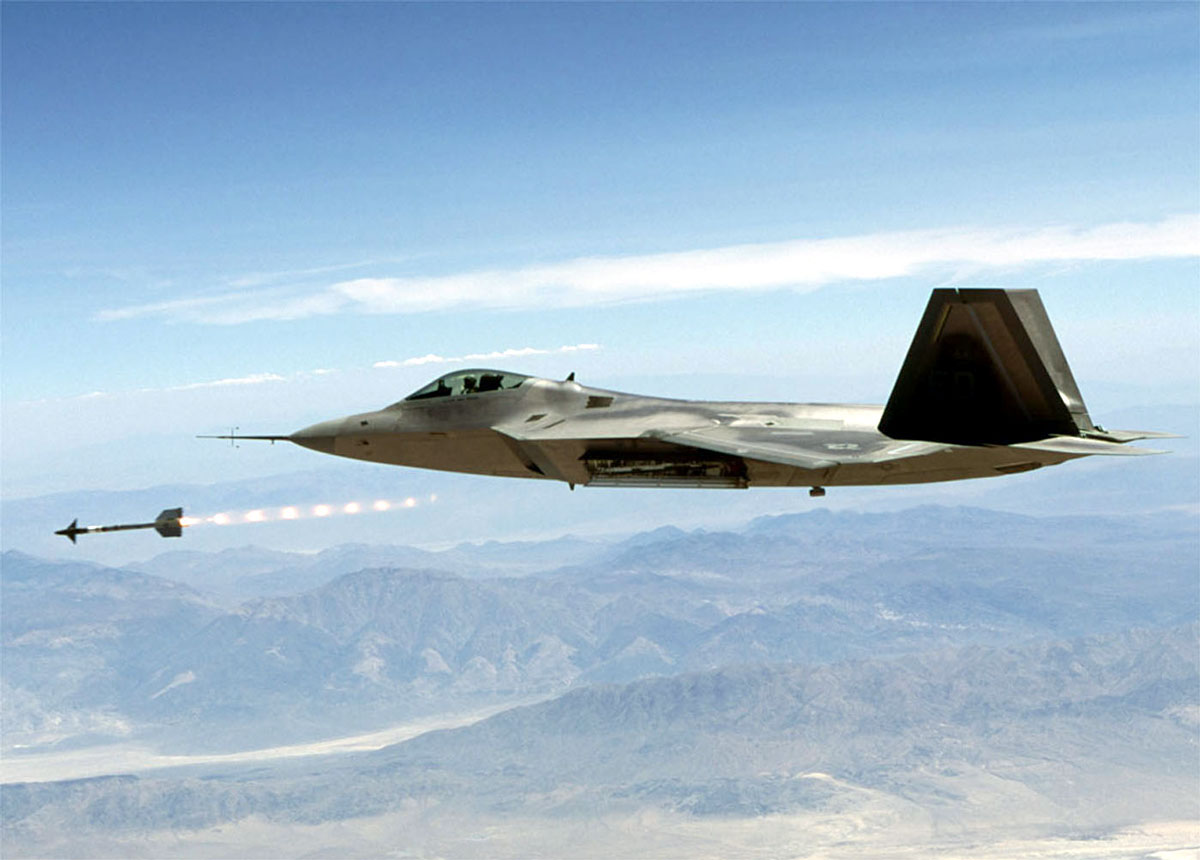
Un Lockheed Martin F-22 RaptorFox Two

Fox est un code de brièveté (en) utilisé par les pilotes de l'OTAN pour signaler le largage simulé ou réel d'une munition air-air. 
Les éléments de l'aviation militaire peuvent utiliser une nomenclature différente. Fox est l'abréviation de foxtrot, la désignation phonétique de la lettre F dans l'alphabet de l'OTAN, qui est l'abréviation de mise à feu. L'appel radio annonçant qu'une arme a été tirée est destiné à aider à éviter les tirs amis, alertant les autres pilotes d'éviter de manœuvrer sur la trajectoire de la munition.
Il existe trois types de missile Fox, chaque numéro de Fox désigne le principal type de capteurs que possède le missile.
- Fox one indique le lancement d'un missile à guidage radar semi-actif (tel que l'AIM-7 Sparrow )[1] ;
- Fox two, indique le lancement d'un missile à guidage infrarouge (tel que l'AIM-9 Sidewinder)[1] ;
- Fox Three, indique le lancement d'un missile à guidage radar actif (tel que l'AIM-120 AMRAAM ou l'AIM-54 Phoenix )[1].

## Voir également